# Kościół św. Michała Archanioła w Rekownicy
Kościół św. Michała Archanioła w Rekownicy – rzymskokatolicki kościół parafialny znajdujący się w Rekownicy w województwie pomorskim. Wchodzi w skład dekanatu kościerskiego należącego do diecezji pelplińskiej.

## Historia[1]
Według wizytacji z 1599 w miejscowości istniał od długiego czasu kościół katolicki, który się zapadł ze starości, a właściciel wsi Gleissen-Doręgowski (wyznania luterańskiego), wybudował na jego miejscu nowy, w którym się odbywały nabożeństwa ewangelickie.
W kronice parafialnej istnieje zapis mówiący o drewnianym kościele. Obecny kościół p.w. św. Michała Archanioła został zbudowany w roku 1904. Poświęcony został 18 września 1904 r. Do lipca 1937 roku był on kościołem filialnym Grabowa Kościerskiego. Wzniesiono go w środku wsi nad rzeką Wierzycą. Prezbiterium zbudowano w kierunku wschodnim. Całość budowli wykonano z czerwonej cegły.
Parafia w Rekownicy została założona w 1937 dekretem biskupa chełmińskiego Stanisława Okoniewskiego, a jej pierwszym administratorem został ks. Bonifacy Reszka. Po jego aresztowaniu przez wojska hitlerowskie, opiekę duszpasterską w okresie wojennym sprawowali kapłani z Kościerzyny, Grabowa i Niedamowa. Po wojnie w roku 1945 kościół w Rekownicy ponownie stał się filią Grabowa.
5 sierpnia 1951 w Rekownicy ponownie erygowano osobną parafię. W 1960 rozbudowano zakrystię. 26 września 2004 w setną rocznicę budowy kościoła w Rekownicy biskup Jan Bernard Szlaga dokonał aktu konsekracji ołtarza, oraz świątyni. 16 sierpnia 2006 ks. prał. Marian Szczepiński przy wejściu do kościoła odsłonił pamiątkową tablicę upamiętniającą nieżyjących już duszpasterzy tej parafii, a mianowicie śp. ks. Bonifacego Reszkę (zamordowanego podczas II wojny światowej prawdopodobnie w okolicach Skarszew), śp. ks. Pawła Miotka i śp. ks. Tadeusza Lipskiego. W 2007 wymalowano wnętrze świątyni.

## Wnętrze
W głównym ołtarzu znajduje się figura św. Michała Archanioła. W lewym ołtarzu znajduje się figura Jezusa Miłosiernego i obraz bł. ks. Jerzego Popiełuszki, zaś w prawym znajduje się figura Niepokalanego Serca Maryi, oraz obrazy Matki Bożej Nieustającej Pomocy i Jezusa Miłosiernego. Przy nim znajduje się chrzcielnica.